# Oldenlandia tardavelina
Oldenlandia tardavelina är en måreväxtart som beskrevs av William Philip Hiern. Oldenlandia tardavelina ingår i släktet Oldenlandia och familjen måreväxter.
Artens utbredningsområde är Angola. Inga underarter finns listade i Catalogue of Life.